# Großbrembach
Grossbrembach est une ancienne commune allemande de l'arrondissement de Sömmerda, Land de Thuringe.

## Géographie
Großbrembach se situe dans la Scherkonde, dans le Bassin de Thuringe, entre l'Ettersberg et la Finne. Le lac est un lac de barrage.
| Kleinneuhausen | Ellersleben  | Guthmannshausen |
| Kleinbrembach  | Großbrembach | Buttstädt       |
|                | Krautheim    | Buttelstedt     |

La LGV Erfurt - Leipzig traverse le territoire de la commune.

## Histoire
Großbrembach est mentionné pour la première fois sous le nom de Brembach dans le Breviarium Sancti Lulli, à la fin du IXe siècle. La rive droite de la Scherkonde appartient aux Germains, la rive gauche aux Wendes. Lors de l'union du territoire, le nom allemand s'impose.
Pendant la Seconde Guerre mondiale, cent cinquante prisonniers de guerre français ainsi que des femmes et hommes de Pologne et d'Ukraine sont contraints à des travaux agricoles.

## Source de la traduction
- (de) Cet article est partiellement ou en totalité issu de l’article de Wikipédia en allemand intitulé « Großbrembach » (voir la liste des auteurs).